# Colciencias

Département administratif de la Science, de la Technologie et de l'Innovation.

Colciencias, le Département administratif de la science, de la technologie et de l'innovation (anciennement Institut colombien pour le développement de la science et de la technologie Francisco José de Caldas), dont le siège se trouve à Bogota, la capitale de la Colombie, est le principal organisme de l'administration publique responsable de l'orientation, de la direction, de la coordination, de l'exécution et de la mise en œuvre de la politique de l'État dans les domaines de la recherche scientifique, de la technologie et de l'innovation.

## Historique
L'organisme administratif Colciencias dépend de la présidence de la République de Colombie. Fondé le 20 novembre 1968 sous la présidence de Carlos Lleras Restrepo, son siège est situé à Bogota, Kr 7B bis-132-28.
La Loi 1286 de 2009, promulguée sous la présidence d'Álvaro Uribe, transforma son ancienne appellation en Colciencias, Département administratif de la science, de la technologie et de l'innovation, et réorienta sa politique et ses fonctions.
Depuis 2012, Carlos Hildebrando Fonseca Zárate assume la direction de Colciencias. Le président colombien Juan Manuel Santos lui a demandé que tout soit mis en œuvre afin que la gestion de cet organisme public, gestion concernant la science, la technologie, l'innovation et la recherche, à l'instar de celle des pays de la planète réussissant pleinement dans ces domaines, parvienne à promouvoir une véritable culture, à tous les niveaux, pour un avenir meilleur.

### Aides attribuées par Colciencias
- En 1985, les premiers accords de recherches liés à des organismes extérieurs sont signés avec le ministère de l'éducation nationale, l'UNESCO, l'Organisation des États américains et Colciencias. Ces accords servent de base pour le développement, dans les années 1990, de formations doctorales offertes par l'Université de Valle.
- Le Réseau Caldas, créé en 1991, réseau pionnier en Amérique latine, établit un lien entre les scientifiques colombiens et leur pays d'origine ; il a été placé sous la tutelle de Colciencias[3].
- Colciencias a aussi développé un important programme lui permettant d'être le moteur de l'innovation et d'offrir ainsi à divers organismes un soutien durable et équitable au service de la compétitivité de la Colombie. Le parc à thèmes Maloka, qui a ouvert ses portes en 1998, consacré à la science et à la technologie, situé à Fontibón, 9e district de Bogota D.C., est l'un des exemples d'innovation qui ont bénéficié de l'aide de Colciencias lors de leur réalisation.